# Simon Tarplee
Simon Tarplee es un deportista británico que compitió en tiro con arco, en la modalidad de arco compuesto.
Ganó dos medallas en el Campeonato Mundial de Tiro con Arco en Sala de 1999. Además, obtuvo cinco medallas en el Campeonato Europeo de Tiro con Arco al Aire Libre entre los años 1994 y 2000, y dos medallas en el Campeonato Europeo de Tiro con Arco en Sala, en los años 1998 y 2000.

## Palmarés internacional
| Campeonato Mundial en Sala       | Campeonato Mundial en Sala | Campeonato Mundial en Sala | Campeonato Mundial en Sala |
| Año                              | Lugar                      | Medalla                    | Prueba                     |
| -------------------------------- | -------------------------- | -------------------------- | -------------------------- |
| 1999                             | La Habana (Cuba)           | Medalla de plata           | Equipo                     |
| 1999                             | La Habana (Cuba)           | Medalla de bronce          | Individual                 |
| Campeonato Europeo al Aire Libre |                            |                            |                            |
| Año                              | Lugar                      | Medalla                    | Prueba                     |
| 1994                             | Nymburk (República Checa)  | Medalla de oro             | Individual                 |
| 1994                             | Nymburk (República Checa)  | Medalla de plata           | Equipo                     |
| 1996                             | Kranjska Gora (Eslovenia)  | Medalla de oro             | Individual                 |
| 2000                             | Antalya (Turquía)          | Medalla de oro             | Individual                 |
| 2000                             | Antalya (Turquía)          | Medalla de bronce          | Equipo                     |
| Campeonato Europeo en Sala       |                            |                            |                            |
| Año                              | Lugar                      | Medalla                    | Prueba                     |
| 1998                             | Oldenburgo (Alemania)      | Medalla de bronce          | Equipo                     |
| 2000                             | Spała (Polonia)            | Medalla de oro             | Equipo                     |